# Лана Търнър
Лана Търнър (на английски: Lana Turner), е американска филмова актриса, родена през 1921 година, починала през 1995 година.

## Биография

### Произход и детски години
Лана Търнър е родена Джулия Джийн Търнър на 8 февруари 1921 (според някои биографи – 1920) година в градчето Уолас, щата Айдахо. Баща ѝ Джон Върджил Мадисън Търнър (1903 – 1930) е миньор от Тенеси. Майка ѝ Милдред Франсис Коуън (1904 – 1982) произхожда от щата Арканзас. Трудните времена принуждават семейството да се премести в Сан Франциско, където малко след това родителите се разделят. През 1930 година, след спечелването на известна сума пари в игра на зарове, бащата е ограбен и убит на път за дома си. Година по-късно майката се премества с десетгодишната си дъщеря в Лос Анджелис. Двете живеят в голяма бедност, поради което Лана понякога остава в домовете на различни познати, за да пестят пари. В този период майка ѝ работи по 80 часа седмично като козметичка.

### Кариера
Търнър посещава гимназията в Холивуд, където по същото време учи и друга бъдеща суперзвезда Мики Руни. На 16-годишна възраст тя е забелязана в едно кафене от Уилям Уилкерсън, издател на вестника „Холивудски репортер“. Привлечен от нейната красота, той я посочва на агента на актьори Зепо Маркс, чиято агенция веднага ѝ предлага договор и я представят на известния режисьор Мървин Лерой, който я включва в малка роля във филма си „Те няма да забравят“ (1937). В края на същата година Лана подписва договор за 100 долара на седмица със студиото Метро Голдуин Майер.
Търнър е сред най-популярните актриси на Холивуд през 1940-те и 1950-те години. Името ѝ блести в множество хитови продукции от този период: „Доктор Джекил и господин Хайд“ (1941) на Виктор Флеминг, „Пощальонът винаги звъни два пъти“ (1946), „Лошият и красавицата“ (1952) на Винсънт Минели, „Пейтън плейс“ (1957) на Марк Робсън и „Подобие на живот“ (1959) на Дъглас Сирк, смятан за връх в нейната кариера. За филма „Пейтън плейс“ Лана Търнър е номинирана за наградата „Оскар“ в категорията за най-добра женска роля.
През 1960-те и 1970-те изявите ѝ в киното стават все по-спорадични. През 1982 година Търнър участва като гост-звезда в нашумелия телевизионен сериал „Falcon Crest“ на компанията CBS.

### Смърт
През 1992 г. на актрисата е поставена диагноза рак на гърлото, от който тя умира три години по-късно, на 74-годишна възраст.

## Избрана филмография
| Година | Филм                             | Оригинално заглавие            | Роля               | Режисьор         | Бележки            |
| ------ | -------------------------------- | ------------------------------ | ------------------ | ---------------- | ------------------ |
| 1938   | Любовта намира Анди Харди        | Love Finds Andy Hardy          | Синтия Потър       | Джордж Б. Сийтц  |                    |
| 1941   | Момиче на Зигфелд                | Ziegfeld Girl                  | Синтия Потър       | Робърт Леонард   |                    |
| 1941   | Доктор Джекил и господин Хайд    | Dr. Jekyll and Mr. Hyde        | Беа Емери          | Виктор Флеминг   |                    |
| 1942   | Някъде ще те открия              | Somewhere I'll Find You        | Паула Лейн         | Уесли Ръгълс     |                    |
| 1945   | Уикенд в Уолдорф                 | Week-End at the Waldorf        | Бъни Смит          | Робърт Леонард   |                    |
| 1946   | Пощальонът винаги звъни два пъти | The Postman Always Rings Twice | Кора Смит          | Тей Гарнет       |                    |
| 1948   | Тримата мускетари                | The Three Musketeers           | Милейди де Уинтър  | Джордж Сидни     |                    |
| 1952   | Лошият и красавицата             | The Bad and the Beautiful      | Джорджия Лорисън   | Винсънт Минели   |                    |
| 1954   | Предаден                         | Betrayed                       | Клара Ван О̀вен     | Готфрид Райнхард |                    |
| 1955   | Преследване в морето             | The Sea Chase                  | Елза Келер         | Джон Фароу       |                    |
| 1955   | Дъждовете на Ранчипур            | The Rains of Ranchipur         | лейди Едуина Ескет | Жан Негулеско    |                    |
| 1957   | Пейтън плейс                     | Peyton Place                   | Констанс Маккензи  | Марк Робсън      | номинация за Оскар |
| 1959   | Подобие на живот                 | Imitation of Life              | Лора Мередит       | Дъглас Сирк      |                    |
| 1960   | Портрет в черно                  | Portrait in Black              | Шийла Кабът        | Майкъл Гордън    |                    |